# Larry Gardner
Larry Gardner, né le 13 mai 1886, à Enosburg Falls (Vermont) et mort le 11 mars 1976 à St. George (Vermont), est un joueur américain de baseball, qui évoluait en ligue majeure de baseball pour les Boston Red Sox, les Philadelphia Athlétics puis les Cleveland Indians. 

## Carrière

### Professionnelle
Larry Gardner est le premier étudiant sorti de l'université du Vermont à évoluer en Ligue américaine. Il a d'abord évolué pour l'équipe de Farnham en 1906-1907 avant de passer aux Ligues Majeures.
Gardner remporte quatre fois les World Series, entre 1912 et 1920. Il enlève ses trois premiers titres avec les Boston Red Sox en 1912, 1915 et 1916, puis participe au gain du premier titre des Cleveland Indians en 1920. 
En 1912, il se fracture un doigt le 21 septembre mais est présent sur le terrain pour les séries mondiales à partir du 8 octobre. Il frappe d'ailleurs l'amorti sacrifice de la dixième manche du dernier match permettant aux Red Sox de remporter ces séries le 16 octobre. Cette saison-là, il termine 14e au vote du MVP de la saison en Ligue américaine.
Outre Boston et Cleveland, Gardner joue également une saison (1918) pour les Philadelphia Athlétics à la suite d'un échange comprenant notamment Stuffy McInnis. Il rejoint la saison suivante son ex-coéquipier des Red Sox à Cleveland, Tris Speaker.
Sous les couleurs des Indians, Gardner s'avère très efficace et robuste. Il dispute chaque manche de chaque match lors de la saison 1920 et signe des moyennes au bâton plus que respectables : 0,300 en 1919, 0,310 en 1920 et 0,319 en 1921.
Sa carrière de joueur achevée, il devient manager de l'équipe de baseball de l'Université du Vermont. 
En 1973, la Society for American Baseball Research désigne Gardner comme le meilleur joueur de tous les temps originaire de Vermont. Il est introduit en 2000 au Hall of Fame des Boston Red Sox.